# Josh Dubovie
Josh Dubovie (n. 27 de noviembre de 1990) es un cantante británico. Representó al Reino Unido en Eurovisión 2010, que se celebró en Oslo, Noruega, interpretando "That sounds good to me", escrita por los escritores y productores Mike Stock y Pete Waterman.

## Primeros años
Dubovie, de Basildon, ingresó en un club después de la etapa escolar de nueve años. A los 15 años jugó en Enjolras en una producción escolar de The Miserables. Para este papel quiso asistir a clases de una profesora de canto, porque no tenía experiencia como cantante. Asistió a La Escuela de Billericay y estudió el bachillerato de Tecnología Musical, Teatro y Literatura Inglesa. En 2008 ganó el concurso Blues Idol, y también ha ganado un concurso titulado Voice of St Lukes y el concurso Billericay's Got Talent. Antes de la gala de Your Country Needs You, hizo una prueba para el programa Factor X, pero fue rechazado. Más tarde hizo una audición para la serie de cuatro: Britain's Got Talent, pero fue rechazado, recibió la carta de rechazo el día después de ganar "Your Country Needs You" ("Tu País Te Necesita").

## Eurovisión
El 12 de marzo de 2010, ganó Your Country Needs You con "That sounds good to me". Él dijo, "El momento en que escuché la canción pensé que era un ganador definitivo, estoy tan feliz que voy a cantar en Oslo" y "Yo realmente creo que puedo ir a ganar Eurovisión para nosotros". Cantó la canción "Too Many Broken Hearts" para entrar en los últimos tres elegidos por Pete Waterman. Después de que Waterman describiera su voz como "perfecta", aunque considera que debe añadirle "más emoción" a su baile y Tonioli le dijo que tenía "un talento increíble". Finalmente, y a pesar de todo, quedó en última posición en el Festival de Eurovisión 2010, consiguiendo la tercera peor puntuación de un representante de Reino Unido en el Festival (10 puntos).